# Sanatorium de Paimio

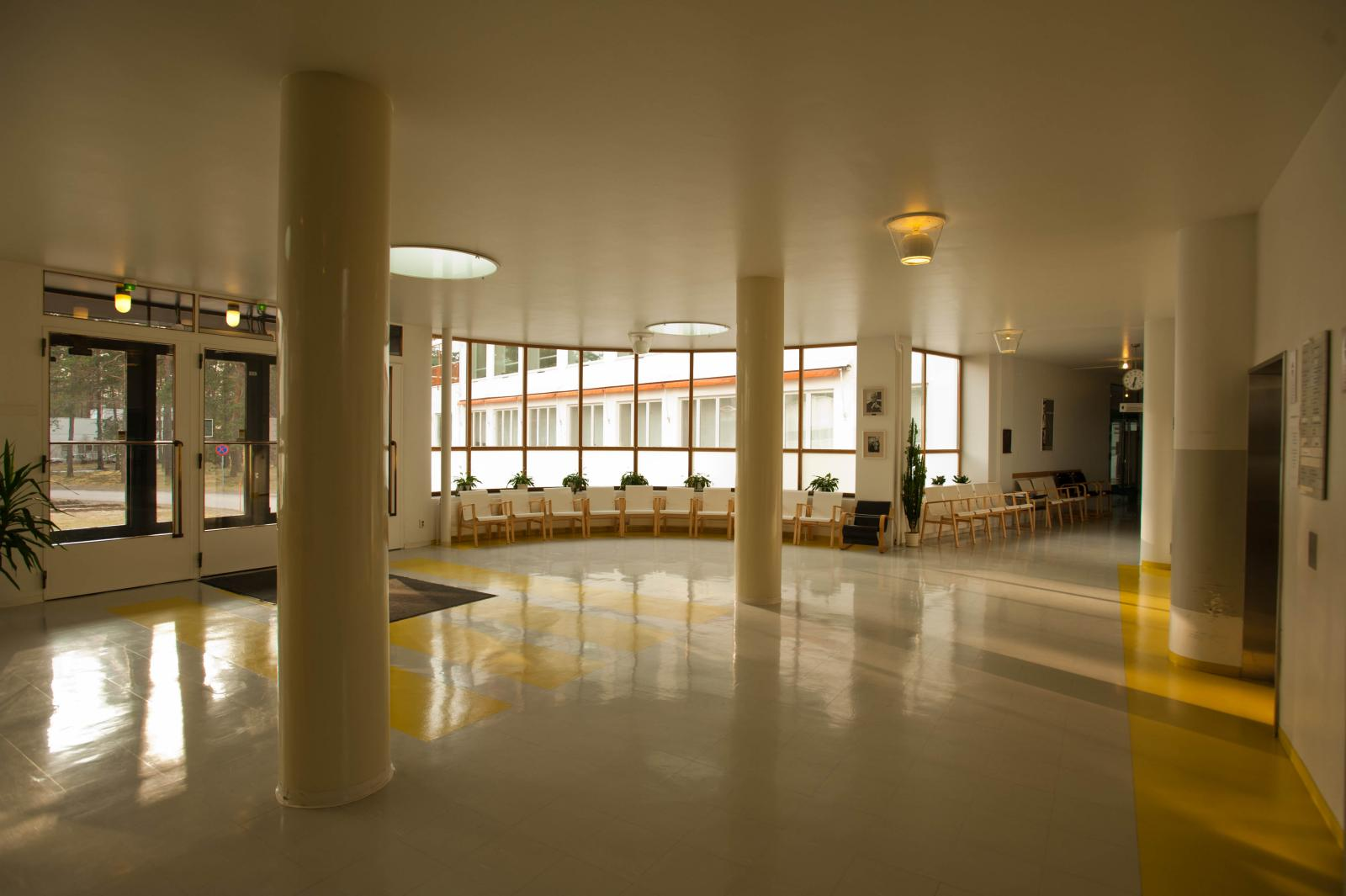
L'intérieur du sanatorium de Paimio.

Le sanatorium de Paimio est un ancien centre pour tuberculeux à Paimio en Finlande, conçu par l’architecte finlandais Alvar Aalto. 

## Histoire

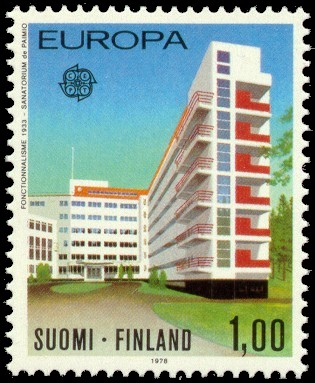
Le sanatorium de Paimio sur un timbre postal émis en 1978.

Aalto fut commissionné pour concevoir le bâtiment après avoir remporté le concours organisé en 1928 qui reprenait l'organisation générale de son projet non retenu de sanatorium pour Kinkomaa.
Le bâtiment de Paimio fut construit de 1929 à 1933. Il reçut rapidement les louanges de la critique finlandaise mais aussi au-delà des frontières. Le bâtiment est considéré par beaucoup comme une de ses œuvres majeures de jeunesse du début de sa période fonctionnaliste. Il fut conçu à la même époque que la bibliothèque de Vyborg. 
Bien que le bâtiment fasse partie de la période Moderne de sa carrière, et suive la doctrine et les idées pionnières de Le Corbusier concernant l’architecture moderne (comme les fenêtres en bandeau, le toit terrasse, l’esthétique machiniste), il porte aussi en lui les prémisses de la voie singulière que prendra Aalto plus tard, cherchant une approche plus synthétique. Par exemple, l’entrée principale est caractérisée par un auvent à la forme libre, tout en courbes, que les infirmières surnommèrent par la suite le « poumon d'Aalto ». Jamais aucun des tenants du Modernisme n’aurait à l'époque voulu dessiner une forme aussi aléatoire et organique.

## Architecture
La composition générale était très éclatée en différentes ailes correspondant à chaque partie du programme. Aalto s'en explique : « La forme du sanatorium en plan dérive de la tentative de saisir séparément chaque partie dissemblable dans ce genre d’établissement, donc les chambres et espace similaires sont mis ensemble pour former une aile. Les ailes sont alors reliées à chaque autre par la partie centrale du bâtiment, où les fonctions utiles à l'ensemble comme les escaliers, les ascenseurs, etc. sont regroupées. Chaque aile occupe une position particulière sur le site, en rapport avec les exigences des chambres. Quand c’est possible, chaque aile ne contient qu’une seule « sorte » de chambre (ou groupe de chambres où le besoin d’ensoleillement, de vue, etc. est similaire). En conséquence, l’orientation de chaque aile a été exactement définie » En d'autres termes, le plan est organisé fonctionnellement, et biodynamiquement orienté par la boussole.
Le concept de départ d’Aalto pour ce sanatorium fut de rendre le bâtiment en lui-même actif dans le processus de convalescence. Il aimait à parler du bâtiment comme d’un « instrument médical ». Par exemple, un soin extrême a été apporté lors de la conception des chambres des malades : en général celles-ci accueillaient deux patients, chacune avec ses placards et son lavabo. Aalto a dessiné des vasques spécialement anti-éclaboussure pour ne pas qu’un des patients ne dérange l’autre en se lavant. Les convalescents restaient un temps important allongés, c’est pourquoi Aalto disposa les lampes des chambres hors de leur champ de vision et fit peindre les plafonds d’un vert profond anti-reflet, aux vertus relaxantes. Chaque patient avait son propre placard prévu à cet effet et accroché au mur sans toucher le sol pour faciliter le nettoyage en dessous.
Lors de la création du centre, la seule façon connue de traiter la maladie était le repos complet dans un environnement pur et ensoleillé. C’est pourquoi à chaque étage, prolongeant l’aile des patients, se trouvaient de longs balcons inondés de soleil jusqu’où l'on pouvait tirer le lit des patients valétudinaires. Ceux qui étaient en meilleure forme pouvaient aller sur le toit et s’étendre sur la terrasse-solarium. 
Comme les patients séjournaient au sanatorium très longtemps, de l’ordre de plusieurs années le plus souvent, il y régnait une atmosphère particulière : celle d’appartenir à une communauté, composée des patients bien sûr mais aussi du personnel soignant. C’est quelque chose qu’Aalto prit en compte dans sa conception, avec une gamme d'équipements accessibles à tous, une chapelle, aussi bien que des logements de fonction pour le personnel, mais aussi une route de promenade spécialement aménagée dans la forêt alentour. Dans les années 1950 la tuberculose put être en partie traitée par la chirurgie. Une aile chirurgicale fut alors ajoutée, elle aussi dessinée par Aalto. Peu après, l’éradication de la maladie put enfin être envisagée grâce à l’apparition des antibiotiques, ce qui en revanche fit baisser notablement le nombre de malades dans l’établissement. Le bâtiment, exclusivement dévoué aux soins des tuberculeux jusqu’au début des années 1960, fut alors reconverti en hôpital généraliste. Aujourd’hui il fait partie du CHU de Turku.
 Aalto et sa femme Aino ont dessiné tout l’ameublement et l’aménagement du sanatorium. Quelques meubles, comme la chaise Paimio, sont toujours produits par la firme Artek. Au rez-de-chaussée, une chambre avec ses meubles a été conservée dans l'état originel.
Le sanatorium est candidat à l’inscription sur la liste du patrimoine mondial de l’UNESCO.